# Пужмерки
Пужмерки — исторический район в Терновском районе города Кривой Рог Днепропетровской области.

## История
Возникло как село на рубеже XVIII—XIX веков.
В конце XIX века насчитывало до 15—20 глинобитных домов. Рядом располагались земли помещицы Зайцевой.
С началом промышленной добычи руды оказалось в центре внимания рудопромышленников. Дало название одноимённому руднику.
Впоследствии вошло в состав Тернов, а затем в состав Кривого Рога.